# Регіональний аеропорт Дотан
Регіональний аеропорт Дотан (англ. Dothan Regional Airport, коди DHN, KDHN) — державний аеропорт в окрузі Дейл, штат Алабама, Сполучені Штати, в 11 км на північний захід від Дотана, міста, яке переважно розташоване в окрузі Г'юстон.
Національний план інтегрованих систем аеропортів на 2011—2015 роки назвав його основним комерційним аеропортом обслуговування (понад 10 000 посадок на рік). Згідно з даними Федерального авіаційного управління, у 2008 календарному році аеропорт мав пасажиропотік 47 859 пасажирів, 42 071 у 2009 і 41 453 у 2010.